# Амфревил ла Кампањ
Амфревил ла Кампањ (фр. Amfreville-la-Campagne) насеље је и општина у северној Француској у региону Горња Нормандија, у департману Ер која припада префектури Евре.
По подацима из 2011. године у општини је живело 907 становника, а густина насељености је износила 136,6 становника/km². Општина се простире на површини од 6,64 km². Налази се на средњој надморској висини од 159 метара (максималној 166 m, а минималној 149 m).

## Демографија
| 1962. | 1968. | 1975. | 1982. | 1990. | 1999. | 2011. |
| ----- | ----- | ----- | ----- | ----- | ----- | ----- |
| 459   | 477   | 636   | 735   | 797   | 873   | 907   |

График промене броја становника у току последњих година